# Dermatolepis inermis
Dermatolepis inermis là một loài cá thuộc họ Serranidae.

## Phân bố
Nó được tìm thấy ở Anguilla, Antigua và Barbuda, Aruba, Bahamas, Barbados, Belize, Bermuda, Brasil, Quần đảo Cayman, Colombia, Costa Rica, Cuba, Dominica, Cộng hòa Dominica, Guyane thuộc Pháp, Grenada, Guadeloupe, Guatemala, Guyana, Haiti, Honduras, Jamaica, Martinique, México, Montserrat, Antille thuộc Hà Lan, Nicaragua, Panama, Puerto Rico, Saint Kitts và Nevis, Saint Lucia, Saint Vincent và Grenadines, Suriname, Trinidad và Tobago, Quần đảo Turks và Caicos, Hoa Kỳ, Venezuela, quần đảo Virgin thuộc Anh và Quần đảo Virgin thuộc Mỹ.

## Tình trạng bảo tồn
Ở quy mô toàn cầu, nó được đánh giá là loài thiếu dữ liệu, còn trong khu vực vịnh Mexico là loài ít quan tâm.